# پپلو
خوزه لوئیس گارسیا وایا (اسپانیایی: José Luis García Vayá‎؛ زادهٔ ۱۱ اوت ۱۹۹۸) بازیکن فوتبال اهل اسپانیا است که در پست هافبک میانی برای باشگاه لوانته در  لا لیگای اسپانیا بازی می‌کند.
وی همچنین سابقه بازی در تیم های هرکولس و ویتوریا گیماریش و همچنین سابقه بازی در تیم‌های ملی فوتبال زیر ۱۷سال، زیر ۱۸سال، زیر ۱۹سال، زیر ۲۰سال و زیر ۲۱سال اسپانیا را در کارنامه خود دارد.